# Mmakgori
Mmakgori is een dorp in het district Southern in Botswana. De plaats telt 741 inwoners (2011).